# Cases al passeig Mossèn Jaume Gordi, 24-26 (Santa Coloma de Gramenet)
Les Cases al passeig Mossèn Jaume Gordi, 24-26 és una obra de Santa Coloma de Gramenet (Barcelonès) protegida com a Bé Cultural d'Interès Local.

## Descripció
Es tracta de dues cases unifamiliars en rengle de planta baixa i composició simètrica. La façana principal està enretirada respecte l'alineació del carrer i presenta la porta al centre i dues finestres rectangulars a banda i banda. A sobre les llindes i brancals hi trobem esgrafiats. La coberta, de teula àrab a dues vessants amb el carener paral·lel a la façana, queda amagada pel coronament d'obra de línies sinuoses.